# شعب بيروم
يُعد شعب البيروم أكبر مجموعة إثنية أصلية في ولاية بلاتو، وسط نيجيريا. يغطي وجود شعب البيروم نحو أربع مناطق ذات حكم محلي، وهي جوس الشمالية، وجوس الجنوبية، وبركن لادي (غوول) وريوم، ويوجد شعب البيروم أيضًا في مناطق الحكم المحلي في ولاية كادونا الجنوبية.
يتكلم البيروم لغة البيروم، وهي أحد أفرع لغات البلاتو التي تنتمي للغات البنيو- كونغو، وهي فصيلة فرعية من عائلة اللغات النيجرية الكنغولية الكبيرة. ليست هناك صلة بين لغة البيروم ولغة الهوسا (التي تنتمي إلى عائلة اللغات الأفريقية الآسيوية) أو غيرها من اللغات الأفريقية الآسيوية في ولاية بلاتو، التي هي لغات تشادية.

## الثقافة
لدى شعب البيروم تراث ثقافي غني. يحتفل البيروم سنويًا بعيد أنزيم بيروم في مارس أو أبريل. تتضمن الأعياد الأخرى عيد أنزيم تو تشن (وورنتشن) وعيد وزل بيروم. يُعد شعب البيروم إحدى الجماعات الأصلية الرئيسية في نيجيريا (ولاية بلاتو) التي تؤمن بالإله اليهودي المسيحي (داغوي).[بحاجة لمصدر]

### أنزيم بيروم
مهَّد شيوع المسيحية والتعليم الغربي الطريق لتغييرات اجتماعية ثقافية كثيرة في ثقافة البيروم. أضعفت التغييرات قيمة الثقافة الثرية للشعب، ما تسبب في حدوث أزمة اجتماعية وثقافية حادة. لتجنب خطر فقدان ممارسات الأجداد الاجتماعية الثقافية، وخطر فقدان الأنشطة العامة لعصر ما قبل الاستعمار مثل ماندينغ، ونشوك، وورم تشن، وفوانا، أُقيمت الاحتفالات في عيد جامع واحد يسمى أنزيم بيروم. يُنظم عيد أنزيم بيروم في الأسبوع الأول من أبريل، ليتزامن مع الفترة التي أقيمت فيها أعياد ماندينغ ونشوك وبادو. يُعرض في فترة عيد أنزيم بيروم عروض ثقافية مختلفة في مختلف أنحاء أراضي البيروم، خاصة عروض الموسيقى والرقص والفنون والثقافة.

## القيادة
لدى شعب البيروم حاكم أعلى يدعى غبونغ غووم جوس. أنشأت الإدارة الاستعمارية البريطانية الحكم التقليدي لشمال نيجيريا في عام 1935. تألفت شمال نيجيريا من سمات لغوية وثقافية مختلفة، إلى حد كبير، بين الأعراق الموجودة في ولاية بلاتو وفي الجماعات الأخرى. شجّع هذا الجهل بالاختلافات الإثنية، في البداية، على تشكيل رؤساء تابعين لجماعة الهوسا من أجل الإشراف على السلطة الأصلية لجماعة جوس الناشئة، والتي ثبت خلافها مع البيروم بسبب الآراء والمصالح المتضاربة.
من خلال منشور، رقم 24 بي/ 1916 [JOS PROF NAK 473/1916]، المؤرخ ليوم 15 أغسطس 1917، أُمر المندوب السامي في مقاطعة باوتشي بإرسال الأشخاص ذوي الإمكانيات من مختلف سلطات السكان الأصليين، بما في ذلك رؤساء المناطق والقرى لكي يرقيهم فخامة الحاكم العام إلى رتبة رؤساء. استجابة لهذا المنشور، بعث المندوب السامي برسالة خطية إلى أمين المقاطعة الشمالية كادونا عبر مذكرة رقم 24/1916 [JOSPROF NAK 473/1916]، المؤرخة ليوم 27 أكتوبر 1917، أوصى فيها بأن يشرف حاكم أعلى على المناطق الأصلية.[بحاجة لمصدر]
في فترة ما قبل الاستعمار، كان شعب البيروم مقسمًا إلى مجموعات سياسية مستقلة على أساس المناطق، ولكن السلطة الاستعمارية أدمجتها تحت قيادة غبونغ غووم، وذلك في عام 1952، للمساعدة في تنسيق أنشطة السكان الأصليين.

## وصلات خارجية
- Roger Blench, Berom Images